# Томашгород (село)
Тома́шгород  — село в Україні, що входить до складу Рокитнівської територіальної громади Сарненського району Рівненської області. Раніше іменувалося як Сехи. З XVI сторіччя і до останньої чверті XVIII в історичних джерелах згадуються різні його варіації в основі яких були "Сех/Чех/Сих/Сох". Правдоподібно, що з отриманням у 1778 році маґдебурзького права назва села змінилася на Томашгород [?]. Відтоді, аж до середини ХХ сторіччя в офіційних документах зустрічаються як перший так і другий ойконім, а інколи вони фігурують разом. З другої половини минулого сторіччя остаточно закріпилася назва Томашгород, проте у народній традиції місцеві жителі себе ідентифікують сехівцями.

## Етимологія назви населеного пункту

### Томашгород
Версія перша: від власника села — князя Януша Томаша Святополка-Четвертинського, стараннями якого даний населений пункт отримав від польського короля Августа Понятовського маґдебурзьке право та статус містечка.
Версія друга [фольклорна інтерпретація]: походить від імені "Томаш", - урядника який був призначений Сарненським повітовим органом влади на села Сехи, Єльне, Ломськ, Крута Слобода. Він проживав в урочищі Груд. Люди говорили: ″Йдемо на Грудгород″. З часом слово трансформувалося у Томашгород.

### Сехи
Версія перша: за переданням, татари напали на село і вщент його спалили, лишилися одні тільки сохи — обгорілі жердини, що і дало йому назву.
Версія друга: від роду священників, які служили в місцевій церкві і мали прізвище Сехи.
Версія третя: від імені якоїсь бабці Сехи.

### Назва села іноземними мовами
- польська - Tomaszgród, Sechy
- іврит - טומאשגרוד
- англійська - Tomaszgorod

## Географія

### Розташування
Знаходиться у північній частині Рівненської області на лівому березі річки Льви, за 21 км від центру громади смт Рокитне, за 8 км від залізничної станції Томашгород.

### Пам'ятки природи
Кремінне́ — болотний масив у долині Льви та на її межиріччі зі Ствигою (басейн Прип'яті). Є найбільшим болотним масивом в Україні. Значна частина Кремінного — у складі Рівненського природного заповідника.

## Історія

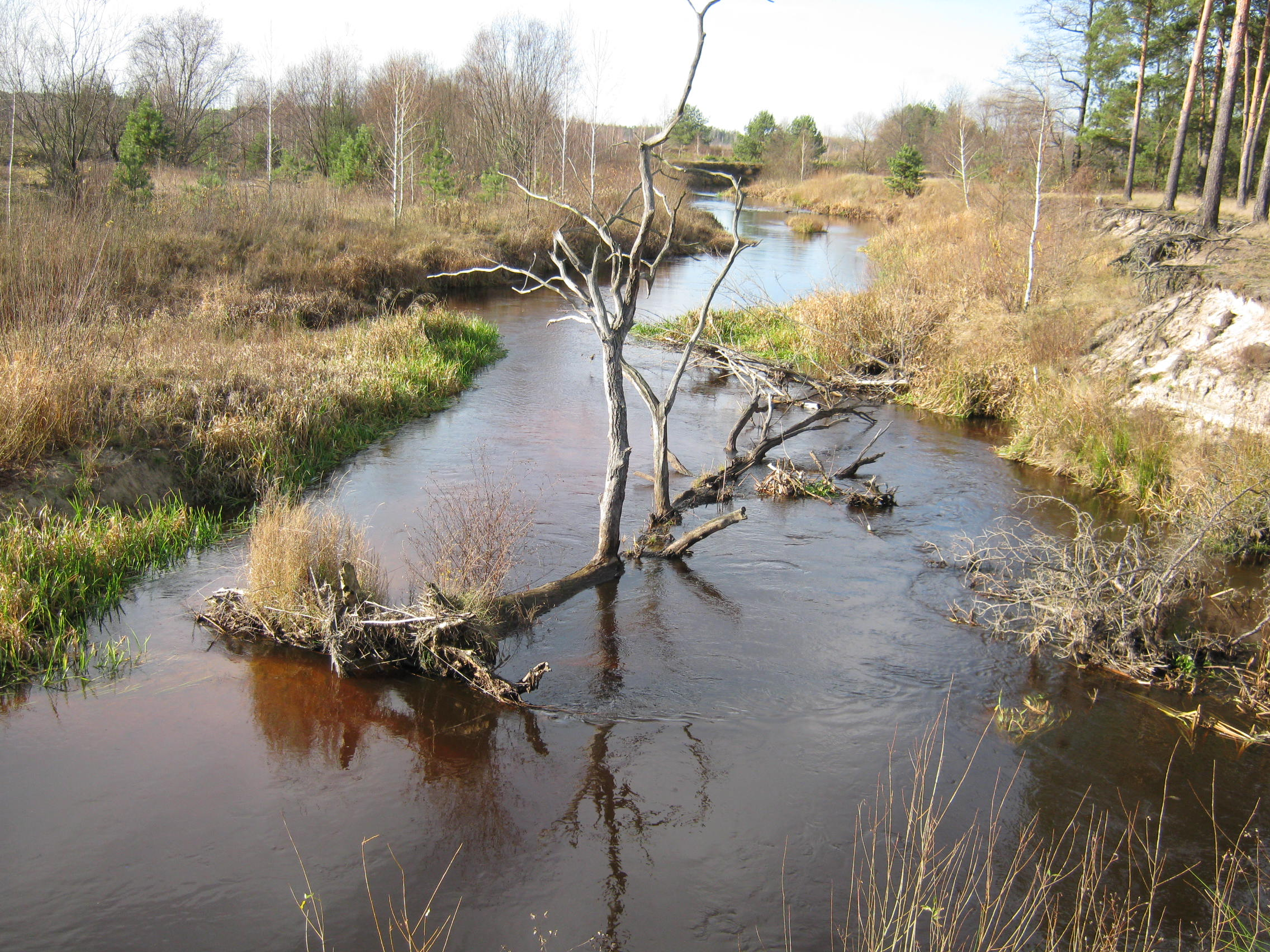
р. Льва

### Археологічні знахідки
В околицях села знайдено: крем'яне вістря списа стжижовської культури; кам'яну сокиру, крем'яне долото, 6 давніх монет; на початку ХХ ст. в урочищі Бесєдка існувало 2 кургани та 4 в урочищі Малки.

### Литовсько-польська доба
Село Томашгород було пограничним населеним пунктом між Дубровицькою та Київською землями. Відомо що належало князям Гольшанським і входило до так званого «Дзвону Дубровицького», що включав Столин, Стрільськ, Кураш, Висоцьк та власне Сехи. В одній з перших писемних згадок повідомляється, що князь Іван Юрійович Гольшанський (? — †1549) дарує від Сехів П'ятницькій церкві села Крупове півколоди меду. Згодом дубровицькою волостю володіли князі Соломарецькі. Ян-Владислав був останнім нащадком по чоловічій лінії, після якого династія князів Соломарецьких вигасає. У 1646 році відбувається поділ дубровицької волості між чотирма його доньками. Доміцеллі, дружині мінського каштеляна князя Миколи Святополка-Четвертинського дісталися: двір і село Вороні, села Бухлічи, Струга, Викоровичі, Будимля, Осницьк та Сехи. 1778 році зусиллями князя Януша Томаша Святополка-Четвертинського (*1743—1813) Томашгород отримав від польського короля Станіслава-Августа Понятовського маґдебурське право і статус містечка.

### У складі Російської імперії
У середині ХІХ ст. князі Четвертинські продали Томашгород дворянину Станіславу Шичеквському. У багатьох документах поселення згадується як містечко з невеликим торговим центром «Ринок», в якому вели торгвівлю євреї. Воно знаходилось над річкою Льва, при великому болоті Гало або Гале, в пустинній, віддаленій від міст і доріг місцевості. Містечко сполучене трудною дорогою (60 км болото і броди, через села Вільну, Рудню і Стрільськ над Горинню) з містечком Дубровиця, де є залізнична станція, так як належало до Ровенського повіту Дубровицької волості.
Станом на 1859 рік, Томашгород (Сехи) був власницьким містечком, тут діяла дерев'яна православна церква і дерев'яна римо-католицька каплиця, налічувалося 62 двори та 375 жителів (187 чоловіків і 188 жінок), з них 337 православних, 34 євреїв і 4 римо-католиків.
У січні 1918 року розпочався період першої радянської окупації.

### Міжвоєнний період
У вересні 1939 року, коли на Західну Україну прийшла Радянська влада, Шичевський виїхав із свого родинного маєтку.

### Друга світова війна

#### Учасники Другої світової війни
У 1943 році 13 серпня містечко було спалене червоними партизанами.
Сабуров віддав наказ будинки жителів пограбувати, а саме містечко спалити.
Яков Мельник командуючий Вінницьким з'єднанням проходячи Рівненську область 15 серпня 1943 р. зробив запис в щоденнику: «В селе Томашгород догорали дома. Я спросил жителів: „Кто спалил село“ Стоявший неподалеку старик ответил, что два дня назад село сожгли партизани под командованием Шитова за то, что кто — то в селе в них вистрелил».
Під час Другої світової ївійни в лавах Червоної Армії воювало 73 односельчани.
У центрі села є пам'ятник загиблим воїнам Другої світової війни.

### Радянські часи (1945—1991рр.)
Важко було відбудувати зруйновані господарства. У післявоєнні роки в селі був організований колгосп «Дружба». 1952 року був перейменований в радгосп Томашгородський, пізніше в КСП «Абердин», який займався розведенням великої рогатої худоби племінних биків породи «Абердин». В 1945 році була збудована школа на три класні кімнати.

## Топоніміка

### Частини села (кутки)
Песок (початок поселення), Денисовка, Горка, Ринок, Рогатка, Сад, Каменка, Савхоз, Лан, Нова Вулица, Песок (північна частина села), Ракова Гора, Нивки, Вовчишняк, Калюжа.

### Урочища
Кал'єр, Панська Нива, Василькова, Мартин, Плищин, Слобожанка, Бурчаки, Козьол, Попове, Царова, Корчов Лес, Корчове Болото, Кружик, Клетне, Погной, Болоник, Мостища, Балахове Болото, Чероватий Бродок, Заброддє, Рокитнянка, Сничанске, Путь, Березняк, Тумаш, Закругом, Буячки, Романово, Селище, Бердяк, Довний Брод, Колодей, Березове Болото, Вербочки, Власова, Глинне, Сралове Гало, Стиртище, Горки, Чашик, Малко, Свята Гора, Паращина, Бела Гора, Зимовище, Кручикова Гора, Погоня, Панскіє Кладки, Соя, Лукашове, Дедов Остров, Леляковіє Станки, Лєснічество, Речища, Глибоке, Лисуха, Лядо, Перестанец, Саклов, Другий Мил, Водокачка, Доковска, Кривулі, Тухов, Осове, В'язок, Трасне, Града, Сельце, Журец, Липове, Дубове, Застров'є, Кременне, Гало, Ростоки, Залив, Ковбаска.

## Населення
Згідно з переписом УРСР 1989 року чисельність наявного населення села становила 1568 осіб, з яких 778 чоловіків та 790 жінок.
За переписом населення України 2001 року в селі мешкали 1574 особи.

### Мова
Розподіл населення за рідною мовою за даними перепису 2001 року:
| Мова       | Відсоток |
| ---------- | -------- |
| українська | 99,94 %  |
| білоруська | 0,06 %   |

## Освіта та культура

### Томашгородський ліцей №2
За часів панської Польщі, діти села навчались в підшефній п'ятикласній школі. Навчання велось у школі польською мовою. Школа була мало комплектна. В п'яти класах навчалось 30-35 учнів.
У вересні 1939 року становище змінилося, коли на Рокитнівщину прийшла Радянська влада. Пан втік із свого маєтку. Діти бідняків почали всі ходити до школи, яка була організована в колишньому панському будинку. В 1945 році була збудована школа на три класні кімнати із дерева, яке привезли із хутора Ляда, де розібрали будинки поляків, які там жили раніше. Школа працювала в три зміни. В першу зміну вчились молодші класи, в другу — старші, а ввечері працювала вечірня школа.
В селі функціонує дитячий садочок, Будинок культури, публічно-шкільна бібліотека. Славиться Томашгород своїм народним колективам «Вербиченька» та народним хоровим колективом «Поліські волошки» керівником якого є Коваль Руслана Володимирівна.

### Публічно— шкільна бібліотека с. Томашгород
Найдавнішою згадкою про Томашгородську шкільну бібліотеку поділилась жителька села Мовчан Ольга, 1921 року народження: "Войцеховський, я й тепер дивуюсь, що це за людина була і коли він спав. Вчив у найманій школі (де Дівана старого була хата), там було два класи. Зробив свою бібліотеку у школі. Привчав дітей, щоб самі керували тією бібліотекою. Звідкись привозив сам книжки. Давав кожному завдання, щоб прочитали по 10 книжок. Назначав час двом трьом учням коли прийти до нього і розказати прочитане. Йдемо селом і розповідаємо йому прочитане. Ввечері збирав молодь, вчив пісень, розучував п'єси. Вчив у найманій школі, потім ішов у церковно — приходську ". Далі розповідає вчителька нашої школи Гіс Марія Степанівна: «В 1957 році я одержала призначення на роботу в Сехівську семирічну школу. В школі працювала. Спеціалістів бібліотечної справи в школу не направляли, тому, що така посадова одиниця не планувалась. Це було зв'язано з кількістю учнів в школі. Бібліотеку доручали будь-якому вчителеві як додаткове навантаження. Бібліотека знаходилась в маленькій тісній класній кімнатці. Але книжки тут були різні. Особливу увагу тоді звертали на забезпечення книгами молодшого, середнього і старшого шкільного віку. Були тут твори українських, російських, зарубіжних класиків. Книжки я привозила з Рівного, з облвно. В той час телевізорів не було. Діти тягнулись до книжки. В бібліотеці проводились різні виховні заходи. В ній працювало „довідкове віконце“. В коридорі школи висів ящик типу „поштова скринька“. Діти протягом певного часу вкидали туди свої запитання. Потім, в призначений час, „відкривалось довідкове віконце“, діти одержували відповіді на свої запитання. Відповіді разом зі мною готували найкращі читачі».
Велика робота проводилась по зберіганню книг. Кожен клас планував виховні заходи: «Книга — твій друг і порадник», «Хвилинки поезії» і інше. Регулярно планувалась операція «Книжкова лікарня». Діти вчились любити і берегти книги. Вони підклеювали їх, підшивали газети, журнали, підбирали книги для тематичних виставок. Найменші школярики завжди створювали класні бібліотечки. Кожен учень старався принести будь — яку книжечку в клас. Потім заводили зошит, в якому вівся облік наявної літератури. Призначали по класах свого маленького бібліотекаря. Це було для вчителя молодших класів великою допомогою. Діти вдосконалювали техніку і виразність читання, збагачувався їх словниковий запас, розширювався загальний розвиток кожної дитини".
Книга — основне джерело знань, тоді була у великій пошані. На великій перерві бібліотека була як вулик. Сюди спішили школярі. Учні старших класів працювали в літературних гуртках. Вони часто ставили вистави за улюбленими творами. Весь час працівники бібліотеки мінялися. Коли директором школи був призначений Марин Сергій Миколайович, бібліотеку прийняла його дружина Ніна Петрівна. Це була її основна робота. Робота набагато покращилась. Вона була фанатом в цій справі. Бібліотека працювала доти, доки в школі були діти. І жоден не вийде з неї, поки не перекаже прочитаного. Бібліотечні справи не закінчувались тут, вони продовжувались і вдома. Діти йшли до неї до хати, а там вона дуже часто демонструвала їм діафільми, сама читала цікаві казки, інші твори. На даний час фонд бібліотеки універсальний за змістом. В окремій кімнаті знаходяться підручники. В школі постійно проходить акція «Живи, книго!» Сільська бібліотека с. Томашгород створювалась у післявоєнний період. Це були 1949—1950 рр. Приміщення книгозбірні було у невеличкій хаті, яку перевезли із сусіднього села Єльне. А була ця хата багатого селянина Лелеса Вовтуха, сім'ю якого вивезли до Сибіру. Бібліотекарем на той час був Бурлак Платон Степанович. Освіта в нього була п'ять класів польської школи. Він був одночасно і бібліотекарем, і завклубом. У 1955—1957 році було збудовано приміщення для сільської Ради, де виділили дві невеликі кімнати під бібліотеку. На той час бібліотекарем була Іванова Нела, яка приїхала із Миколаївської області. Старі жителі розповідають про неї, що це була дуже хороша, розумна, весела, енергійна людина. У 1964 році бібліотекарем с. Томашгород була Вознюк Антоніна Іванівна, у1965 — Ліщук Ніна Антонівна, з 1967 по 2001 р. — Вежичанін Антоніна Юхимівна."Нелегко було, — згадує Антоніна Юхимівна — особливо на початку 90-х. Приміщення бібліотеки було старе, не опалювалось, бо коштів не виділяли. Але якось виходили із скрути. І читачів було багато". На даний час бібліотека має окреме приміщення.
В 2002 році згідно розпорядження голови облдержадміністрації та голови райдержадміністрації «Про реорганізацію публічних і шкільних бібліотек» відбулося злиття двох бібліотек в одну — публічно — шкільну. Публічно-шкільна бібліотека с. Томашгород знаходиться в двох приміщеннях (в школі і в окремому приміщенні). Основними напрямками роботи бібліотеки є: робота з бібліотечним фондом; довідково — бібліографічне забезпечення навчально-виховного процесу; вивчення та розвиток читацьких інтересів, керівництво читанням дітей; інформаційне забезпечення навчально — виховному процесу; діяльність бібліотеки на допомогу навчально — виховному процесу; популяризація літератури.
Бібліотека як і світ не стоїть на місці, а впроваджує нові форми роботи для більшого задоволення читачів. На даний час дуже актуально підняти дух українського патріотизму для нас і майбутнього покоління. В бібліотеці організовані постійно діючі виставки «Україна понад усе», «Календар знаменних і пам'ятних дат», куточок народознавства «З бабусиної скрині», де представлені матеріали з народного вжитку та одяг наших пращурів. Для громади села діє центр регіональної інформації, який містить папки — досьє «Пенсійне забезпечення», «Освіта», «Медицина» та інші. Бібліотека працює з пріоритетною групою «Молоді мами». Під час літніх канікул працюють літні тераси. З ними проводяться флешмоби, поетичні зорепади, читання на галявині та інші заходи. Бібліотекар постійно бере участь в районних та обласних конкурсах: «Бібліофест», «Найкращий читач року» та інші.

### Спорт
Офіційний сайт баскетбольної команди Томашгородського ліцею № 2
http://tomashbasket.at.ua [Архівовано 6 серпня 2020 у Wayback Machine.]

## Охорона здоров'я
На територіє села діє фельдшерсько — акушерський пункт, побудовано та готується до здачі в експлуатацію сучасна амбулаторія (розпочато будівництво в кінці 2018 року, на кінець 2019 будівництво завершено)

## Інфраструктура
Сехівське лісництво, яке підпорядковане Клесівському лісовому господарству.
11 приватних магазинів, 3 кафе, СБК, бібліотека, ліцей № 2, ДНЗ «Журавлик», сільська рада.

## Релігія

### Православна церква

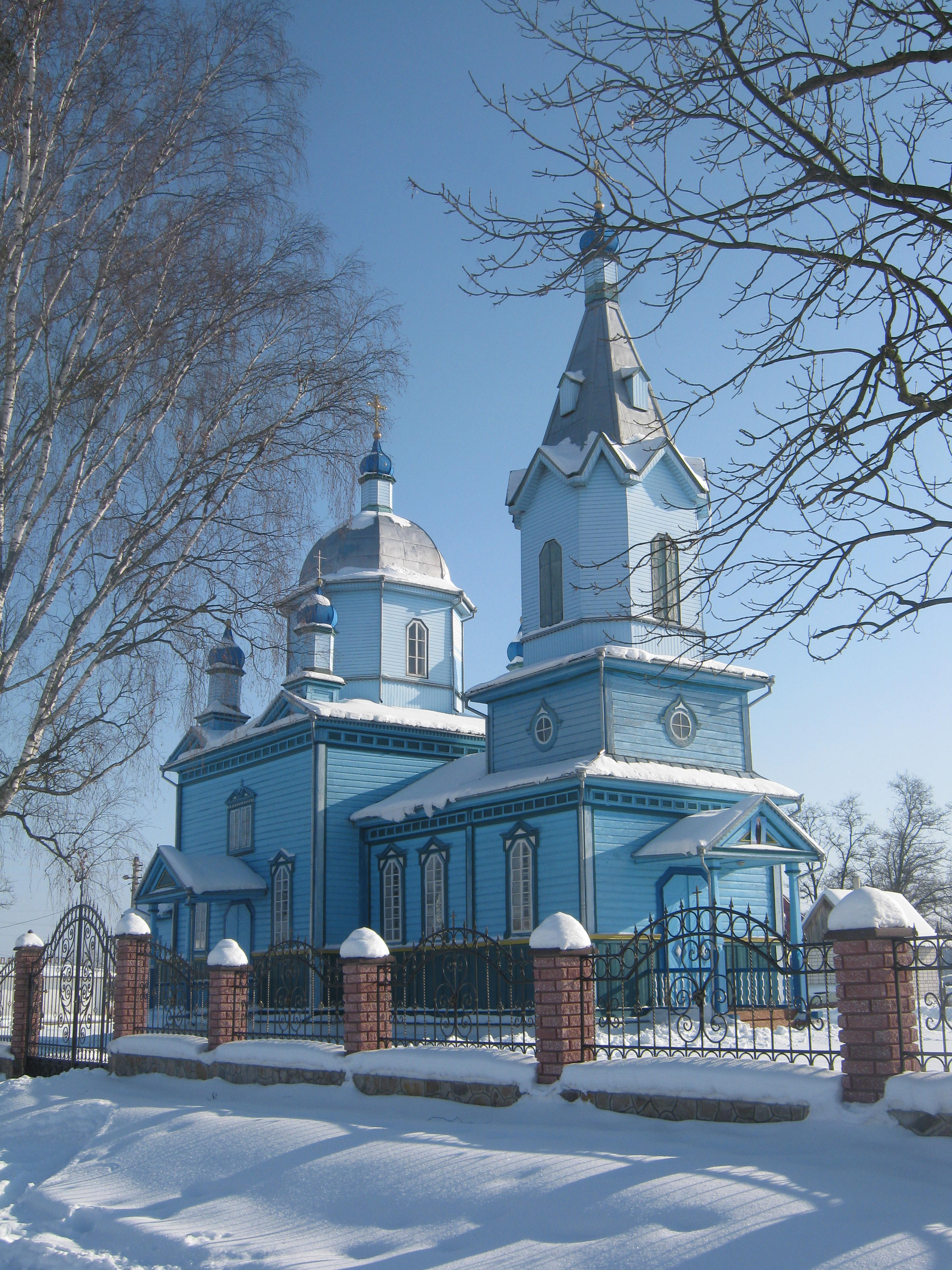
Свято-Іоанно-Богословська церква, збудована 1908 р.

У селі діє храм апостола і євангеліста Іоана Богослова Української Православної Церкви. Культова споруда збудована за кошти парафіян та при допомозі місцевих поміщиків Шичевських у 1908 році.

## Відомі люди

### Народились
У Томашгороді народився Борис Олександрович Симонович — український громадський та політичний діяч, міський голова Олевська — столиці однойменної української повстанської республіки.
Симонович Михайло Олександрович — православний священик, капелан Поліської Січі, духівник Т.Бульби-Боровця, український громадський діяч.
Мандибура Анатолій (1915—1943 рр.) — поручник, командир другої сотні Рокитнівського куреня, згодом начальник відділу військових справ Олевської республіки (серпень-вересень 1941 року), соратник Тараса Бульби-Боровця.
Коваль Руслана Володимирівна, заслужений працівник культури з 2013 р.
Пархомець Євген Іванович. [Архівовано 26 листопада 2015 у Wayback Machine.] Народився 14 лютого 1922 року. Відразу після звільнення Рокитнівщини, на початку 1944 року Євгена Івановича призвали в діючу армію. Спочатку направили в місто Богодухів у запасний полк. Після місячної підготовки відправили на Перший Білоруський фронт стрільцем-автоматником. І звідти бойові дороги повели його в Східну Європу . Форсував три великі річки Віслу, Одер, Ельбу не рахуючи десятків а то й сотень малих. Брав участь у визволені Варшави, Франкфурта і дійшов до Берліна. Ще два роки прослужив на території Німеччини і лише у 1947 році переступив поріг батьківської хати. Серед нагород — орден Вітчизняної Війни 1 ступеня та багато медалей.4 травня 2002 року помер в с. Томашгород.
Зелінський Євген Михайлович [Архівовано 26 листопада 2015 у Wayback Machine.]. До війни Євген Михайлович жив з рідними в місті Острозі . В квітні 1941 року його, 16-річного юнака, направляють у школу ФНЗ, яка тоді була в селі Вири тодішнього Клесівського району. Коли розпочалась війна хлопців евакуювали у місто Маріуполь Донецької області і вже звідти Євгена забрали в армію. В місті Загорську Московської області нашвидкоруч пройшли підготовку і відразу був у гарматній обслузі заряджаючим початку 45-міліметрових, а потім 122-міліметрових гармат. Німці тим часом уже наближались до Москви і їх Пролетарську дивізію кинули на оборону Червоної Площі. Бої були жорстокі . На 24 листопада з дивізії в 12 тисяч чоловік залишилось 120 солдатів. Там Євген Михайлович був вперше поранений, а всього за роки війни дістав поранення тричі. Після госпіталю був направлений в 13 ударну гвардійську дивізію яка щойно формувалась. Важкі дороги цієї дивізії адже вона була особлива їх посилали на різні фронти, де як кажуть заклинить, тоді їх кидали на прорив. Разом із своїми побратимами брав участь у боях під Сталінградом, Орловсько-Курській дузі, визволяв Белгород, Україну, Будапешт, Прагу. Був юний воїн і адютантом у командира батальйону. Виконував також обов'язки перекладача: знав німецьку, польську, чехословацьку мови у більшості випадків розмовну, але цього було досить, щоб порозмовляти з полоненими і перекласти своїм командирам. 9 травня настала довгоочікувана Перемога. Але Євген Михайлович 12 травня ще брав участь у боях. Німці не здавали місто Хемліц і довелося брати його з боєм. Тут він одержав важке поранення. Наприкінці 1945 року був демобілізований приїхав у Клессів де навчався до війни. Тут же познайомився із майбутньою дружиною родом із Сехів. За бойові заслуги був нагороджений орденами та медалями.
Попок Іван Іванович [Архівовано 26 листопада 2015 у Wayback Machine.]. Народився 18 червня 1922 року в с. Томашгород Рокитнівського району Рівнгенської області. На фронт пішов після звільнення нашого району від німецько-фашистських загарбників на початку січня 1944 р. Проходив військову підготовку в Новоград- Волинському та Києві. Воював у військах Білоруського фронту. Його бойові дороги пролягли через Прибалтику. В Латвії солдата важко поранило. Лікувався в госпіталях міст Полоцька, Сизрані, Куйбишева. А в 1945 році був демобілізований додому . За бойові заслуги був нагороджений орденами та медалями.
Нагороди: Орден Вітчизняної війни І ступеня, Медаль Жукова, Медаль «Захиснику Вітчизни», Медаль « За поремогу над Німеччиною у Великій Вітчизняній війні 1941—1945 рр.», «30 років перемоги у Великій Вітчизняній війні 1941—1945 рр.», «40 років перемоги у Великій Вітчизняній війні 1941—1945 рр.», «50 років Збройних Сил СРСР», «60 років Збройних Сил СРСР».
Гіс Марія Степанівна [Архівовано 26 листопада 2015 у Wayback Machine.], народилась 8 березня 1939 р. в селі Голубієвичі Базарського району Житомирської обл. Коли було 3 роки померла мати, батько одружився вдруге. І всі переїхали на Київщину. В селі Нова Марківна Кагановицького району пройшли дитячі і шкільні роки. Школу закінчила успішно і в 1953 р. поступила в Костопільське педучилище, яке закінчила в 1957 році. З 1957 року була направлена в Сехівську школу згодом перейменували на Томашгородську, де і донині працює вже вчителем трудового навчання. Дуже любить вишивати, в'язати. Але найбільше любить експериментувати із соломою. До 10-річчя дня Незалежності організувала цілу виставку робіт із соломи. ЇЇ роботи були представлені на районних, обласних та республіканських виставках декоративно-прикладного та ужиткового мистецтва.
- Жук Юрій Володимирович (1998—2023) — солдат Збройних сил України, учасник російсько-української війни.

### Пов'язані з селом
Семенюк Любов Адамівна — майстер спорту України міжнародного класу з пауерліфтингу серед спортсменів з порушеннями опорно-рухового апарату. Чемпіонка України 2010—2011 р.р., 2010 р. — Бронзова призерка Чемпіонату світу (Куала-Лумпур, Малайзія). Виборола право виступати на Паралімпійських іграх в Лондоні.
Попок Віталій Іванович — майстер спорту України, абсолютний чемпіон України з настільного тенісу, з 2008 року член збірной команди  України з настільного тенісу серед інвалідів, багаторазовий переможець міжнародних турнірів.

### Відвідували
Чуби́нський Павло́ Плато́нович (1839-1884) — український етнолог, фольклорист, поет, громадський діяч, автор Гімну України.
Тутковський Павло Аполлонович (1858— 1930) — український геолог, географ і педагог. Один з основоположників геології й географії України, дійсний член Української і Білоруської академій наук та Наукового товариства імені Шевченка.

## Хронограф
- [? — дата не встановлена] — населений пункт належить князям Гольшанським
- [?] — село у володінні князів Чорторийських
- [?] — поселення у власності князівського роду Соломирецьких
- 1648 — приналежність Сехів князям Святополк-Четвертинським
- 1778 — отримання маґдебурзького права та статусу містечка, перейменування населеного пункту Сехи на Томашгород
- 1788 — збудована дерев'яна церква
- 1843 — володіння дворян Шичевських
- 1892 — засновано церковно-приходську школу
- 1902 — прокладена залізнична колія Київ-Ковель через володіння Шичевських
- 1906 - початок промислового видобутку граніту
- 1910 (?) — змурована залізнична станція Томашгород
- 1906—1908 — на місці старої церкви споруджена нова
- 1909 — зведений римо-католицький костел в ім'я святого Станіслава
- 1918, січень — проголошення радянської влада
- 1920 — польська окупація
- 1939, 17 вересня — окупація СРСР
- 1941, липень — німецька окупація
- 1943, 13 серпня — село було спалене червоними радянськими партизанами
- 1943—1944 — польсько-українське протистояння
- 1944, 7 січня — радянська окупація
- 1945 — відкриття новозбудованої школи
- 1947, вересень — утворення колгоспу імені Сталіна
- 1948 — створення партійної організації КПРС
- 1959 — закриття храму радянською владою
- 1988 — відкрилися церкви
- 1991 — відкриття новозбудованої школи
- 1993 — надзвичайна ситуація природного характеру, — паводок
- 2009 — сехівській хоровий колектив «Поліські волошки» на Сороченському ярмарку зяйняв друге місце
- 2019 — відкриття амбулаторії; знову паводок (надзвичайно сильна злива протягом 8 годин)

## Всяка всячина
У книзі І. Толмачова «Юго-западный край. Восточное Полесье» (Київ, 1897) натрапляємо на відомості про озеро Тухове. Автор розповідає, що Тухля (так тоді називали це озеро) має глибину 30 сажнів, тобто близько 64 метри.